# Allodape collaris
Allodape collaris är en biart som beskrevs av Joseph Vachal 1903. Allodape collaris ingår i släktet Allodape och familjen långtungebin. Inga underarter finns listade i Catalogue of Life.